# Lisbeth Korsmo
Lisbeth Korsmo z d. Berg (ur. 14 stycznia 1948 w Oslo, zm. 22 stycznia 2017 tamże) – norweska łyżwiarka szybka, brązowa medalistka olimpijska.

## Kariera
Największy sukces w karierze Lisbeth Korsmo osiągnęła w 1976 roku, kiedy zdobyła brązowy medal w biegu na 3000 m podczas igrzysk olimpijskich w Innsbrucku (0,05 sekundy za Tatjaną Awieriną z ZSRR i 0,01 sekundy za Andreą Mitscherlich z NRD). Na tych samych igrzyskach była też czwarta na dwukrotnie krótszym dystansie, przegrywając walkę o medal z Awieriną. Startowała ponadto na igrzyskach olimpijskich w Grenoble w 1968 roku, igrzyskach w Sapporo w 1972 roku oraz rozgrywanych osiem lat później igrzyskach w Lake Placid, jednak nie plasowała się już w czołowej dziesiątce. Nigdy nie zdobyła medalu na mistrzostwach świata, jej najlepszym wynikiem było piąte miejsce wywalczone na wielobojowych mistrzostwach świata w Helsinkach w 1971 roku. W tym samym roku piąte miejsce zajęła również na mistrzostwach Europy w Leningradzie. Wielokrotnie zdobywała tytuły mistrzyni Norwegii w wieloboju (w latach 1971-72 i 1974-78), a także wieloboju sprinterskim (1971 i w latach 1974-78).
W 1981 została mistrzynią Norwegii w kolarstwie szosowym.
W 1974 roku wyszła za mąż za Terje Korsmo i od tej pory startowała pod jego nazwiskiem.